# PATI PATI CANDY...☆
PATI PATI CANDY...☆（パチパチキャンディ）は、日本の女性アイドルグループである。愛称はパチキャン。

## 概要
2020年、オーディションアプリ「mysta」内で募集された「市井紗耶香タレントアイドルオーディション」の合格者15名で結成されたアイドルグループである。2021年1月23日に有楽町朝日ホールにてお披露目イベントを開催。
お披露目までの楽曲の振り付け、およびダンスプロデュースは夏まゆみが担当した。

## 略歴

### 2020年
- 2月14日 mystaにてオーディション参加者募集開始[1]。
- 6月10日 mysta内での一次審査、二次審査を経てイベント審査に進む58名が決定[2]。
- 7月5日 ニッショーホールにてイベント審査を行い、選考合宿へ進む30名が決定[3]。
- 7月23日 - 25日 選考合宿。
- 7月26日 有楽町朝日ホールにて最終選考を行い、合格者16名が決定[4][5]。
- 11月11日 ラジオ番組「トミドコロのノゾキドコロ!」に市井が出演し、グループ名が「PATI PATI CANDY…☆」と決定したことを発表[6]。

### 2021年
- 1月23日 有楽町朝日ホールにてお披露目イベント「PATI PATI CANDY...☆ お披露目イベント Episode♯1」を開催[7][8]。
- 4月3日 調布FMにて冠番組「PATI PATI CANDY...☆のアイドルパチパチ教育委員会」放送開始[9]。
- 9月5日 サンリオピューロランドで開催された「mysta festa+ in サンリオピューロランド」[10]にてkanon卒業。[11]メンバーが15人が揃ってステージに立った有観客イベントはこれが最初で最後となった。
- 9月21日 デビューシングル『 s u s u m e !  /  Knock-Knock 』をリリース、オリコンランキング デイリー5位[12][13]。
- 11月11日 moka休養発表[14]。
- 12月12日 神戸Harbor Studioで開催された「グッとJOINT PARTY×”波”天荒FES」にてあゆか卒業。

### 2022年
- 1月24日 moka卒業発表[15]。
- 1月28日 ちゃんくま休養発表[16]。
- 5月2日 みあ卒業発表。
- 10月1日 こっこ卒業発表。

### 2023年
- 2月23日 ちゃんくま卒業発表。
- 各メンバーごとに生誕ライブが実施され、誕生日を迎えたメンバーが考案した企画を含むワンマンライブが開催された。
- メンバーカラー別の新衣装制作のためのクラウドファンディングが7月30日〜8月31日で実施された。期間を1ヶ月延長したものの目標額を達成。12月30日にジールシアター東京にて、新衣装完成お披露目会が開催された。

### 2024年
- 次世代アイドルの頂点を決めるコンテストであるNEXT IDOL GRANDPRIX2024に参加。結果は決勝総合4位となり、3月28日にTOKYO DOME CITY HALLで行われたNIGフェス2024への出演や、都内8箇所9面ビジョン掲載などの特典を手にした。
- 10月12日 本人の生誕祭をもってさえちゃ卒業。
- 12月20日 この日開催したワンマンライブ『1st ONEMAN LIVE "We are  PATI PATI CANDY...☆"』にて現体制終了を宣言。ひまわりとさぁや以外全員の卒業が発表された。

### 2025年
- 1月31日 さぁや卒業。[17]

## メンバー
| 名前         | よみがな   | フレーバー   | メンバーカラー     | 活動期間         | 誕生日   | 出身地   | 身長    | 備考                                                                                         |
| ------------ | ---------- | ------------ | ------------------ | ---------------- | -------- | -------- | ------- | -------------------------------------------------------------------------------------------- |
| sh!ro        | しろ       | ブルーミント | スノーホワイト     | 2020.7 - 2024.12 | 2月17日  | 鹿児島県 | 155cm   |                                                                                              |
| moe          | もえ       | ブルーミント | マーメイドブルー   | 2020.7 - 2024.12 | 12月1日  | —        | 159cm   | フレーバーブルーミントリーダー、BsGirls（2016-2017）                                         |
| さっぴ       | さっぴ     | ブルーミント | にんじん色         | 2020.7 - 2024.12 | 3月21日  | 神奈川県 | 162cm   |                                                                                              |
| ひまわり     | ひまわり   | ストロベリー | 黄色               | 2020.7 -         | 1月13日  | 東京都   | 157cm   |                                                                                              |
| りなちゃん。 | りなちゃん | ストロベリー | Babyぴんく         | 2020.7 - 2024.12 | 9月14日  | 千葉県   | 152cm   |                                                                                              |
| もこちーず   | もこちーず | ストロベリー | ストロベリーレッド | 2020.7 - 2024.12 | 4月18日  | 鹿児島県 | 158cm   |                                                                                              |
| こーちゃん   | こーちゃん | マスカット   | アイリスパープル   | 2020.7 - 2024.12 | 10月16日 | 大阪府   | 155cm   |                                                                                              |
| さえちゃ     | さえちゃ   | マスカット   | バイオレット       | 2020.7 - 2024.10 | 10月13日 | 大阪府   | 152cm   |                                                                                              |
| さぁや       | さあや     | マスカット   | バブルピンクいろ   | 2020.7 - 2025.1  | 7月29日  | 大阪府   | 153cm   | フレーバーマスカットリーダー                                                                 |
| あゆか       | あゆか     | ストロベリー | 制定前に卒業       | 2020.7 - 2021.12 | 2月5日   | 千葉県   | 156.5cm | 2021年12月卒業                                                                               |
| moka         | もか       | ストロベリー | 制定前に卒業       | 2020.7 - 2022.1  | 5月22日  | 神奈川県 | 162cm   | フレーバーストロベリーリーダー、グループ統括リーダー、2021年2月24日卒業、元TOKYO喫茶メンバー |
| kanon        | かのん     | マスカット   | 制定前に卒業       | 2020.7 - 2021,9  | 9月4日   | 大阪府   | 162.7cm | 2021年9月卒業、水咲 奏音（みずさき かのん）名義でも活動                                      |
| みあ         | みあ       | ブルーミント | 制定前に卒業       | 2020.7 - 2022.5  | 7月5日   | 埼玉県   | 153cm   | 2022年5月22日卒業                                                                            |
| こっこ       | こっこ     | マスカット   | 制定前に卒業       | 2020.7 - 2022.11 | 1月12日  | 大阪府   | 160cm   | 2022年11月26日卒業                                                                           |
| ちゃんくま   | ちゃんくま | ブルーミント | 制定前に卒業       | 2020.7 - 2023.2  | 3月8日   | 愛知県   | 148cm   | 2022年1月28日より休養、2023年2月23日卒業                                                     |

### フレーバー制
結成当初は15人という大所帯であったため、出演できるステージの規模が限られることを考慮して、5人ずつ3組の「フレーバー」というサブグループ単位でも活動できるように組織された。
2022年以降はメンバー数が減ったこともありフレーバー単位での出演は少なくなっており、9人グループとしての活動が大半を占める。

## 楽曲
『Knock-Knock』までの3曲は夏まゆみが振り付けを担当している。
- はじまりのカウントダウン ♯Episode 0 (作詞 YUI ITO / KenG、作曲 堀越亮)

「featuring 市井紗耶香+with d.」名義で発表された楽曲で、二次審査以降最終審査までの課題曲となった。
- s u s u m e !  (作詞 市井 紗耶香、作曲 堀越 亮) [21]

選考合宿と最終審査の課題曲として書き下ろされた新曲で、市井が作詞している。
- Knock-Knock (作詞 JIN、作曲 堀越 亮)[23]

お披露目イベントで初公開された。この「Knock-Knock」の作詞を手がけた JINが「PATI PATI CANDY...☆」全ての楽曲をプロデュースし、作曲/編曲にもノンクレジット携わっている。メンバーのmoeが出演した豊和銀行フリーローンのCMソングとして採用。
- ソライロスマイル (作詞 JIN/memi、作曲 宇佐美 宏)[25]

2022年4月6日発表。
- またキミに逢いたい  (作詞 JIN、作曲 宇佐美 宏)[26]

2022年6月11日発表。
- 伝わりますように  (作詞 JIN、作曲 宇佐美 宏)[27]

2022年10月22日発表。
- 未来  (作詞 JIN、作曲 宇佐美 宏/伊原 真一)[28]

タイトルは「あした」と読む。2022年11月24日発表。
- 冬恋 (作詞 JIN、作曲 宇佐美宏）

1stアルバム『PATI PATI CANDY...☆ Vol.１』に収録。
- 未完成プロローグ (作詞 memi、作曲 宇佐美 宏/伊原 真一)

1stアルバム『PATI PATI CANDY...☆ Vol.１』に収録。
- Festa de Família (作詞 作曲 )

2024年3月16日に行われた「NEXT IDOL GRANDPRIX 2024 決勝中間ライブ動員審査」にて初披露

## ディスコグラフィー

### CDシングル
| 発売日        | タイトル                    | 販売形態         | 規格品番    | 収録曲 |
| ------------- | --------------------------- | ---------------- | ----------- | --- |
| 2021年9月21日 | s u s u m e ! / Knock-Knock | 通常版           | JCSE0001    | 1. s u s u m e ! 2. Knock-Knock 3. はじまりのカウントダウン |
| 2021年9月21日 | s u s u m e ! / Knock-Knock | Loppi・HMV限定盤 | JCSE0001HMV | 1. s u s u m e ! 2. Knock-Knock 3. はじまりのカウントダウン - Flavor Strawberry 4. はじまりのカウントダウン - Flavor Bluemint 5. はじまりのカウントダウン - Flavor Muscat |

### CDアルバム
| 発売日        | タイトル                  | 販売形態 | 規格品番 | 収録曲 |
| ------------- | ------------------------- | -------- | -------- | --- |
| 2023年1月23日 | PATI PATI CANDY...☆ Vol.1 | 通常版   | JCSE0088 | 1. Overture 2. 伝わりますように 3. s u s u m e ! 4. 未来 5. 未完成プロローグ 6. Knock-Knock 7. はじまりのカウントダウン 8. 冬恋 9. ソライロスマイル 10. またキミに逢いたい |

## 主な出演イベント

### ライブイベント
- AION CARNIVAL 愛と平和の音楽祭 (2020年5月23日 日比谷野外大音楽堂) [29] ※無観客開催
- @jam expo 2022 (2022年8月27日 横浜アリーナ) [30]
- MUSIC CIRCUS '22 (2022年8月28日 泉南ロングパーク) [31]
- 瀬戸内アイドルフェスティバル (2023年3月24日 - 26日 広島駅南口地下広場、エールエールA館屋上) [32]
- ひろしまフラワーフェスティバル (2023年6月10日 - 11日) [33]
- MUSIC CIRCUS '23 (2023年8月13日 泉南ロングパーク) [34]
- @JAM EXPO 2023 supported by UP-T (2023年8月26日 横浜アリーナ) [35]
- ひろしまフードフェスティバル (2023年10月28日 - 29日)
- ドラゴンクイーンズフェスティバル ～竜王アイドル夏祭り2024〜 (2024年8月11日 - 12日 竜王町総合運動公園) [36]

### スポーツイベント
- 明治安田生命J2リーグ 大分トリニータ 対 ブラウブリッツ秋田 (2022年5月25日 昭和電工ドーム大分) [37]

## 出演番組

### テレビ
- Music B.B. (2020年10月最終週 - 11月第3週) - さえちゃ、こっこ、さあや、さっぴ、moka、moeが出演[38]
- BSスカパー! 「スタ☆メン ～アイドル部選抜争奪バトル！～」 (2021年3月23日、30日) - もこちーず、ひまわり、りなちゃん。、さっぴ、こっこが出演[39]
- RCCテレビ 「アイドルギフト:R」(2021年12月10日) - moka、moeが出演[40]
- TOSテレビ大分「ゆ～わくワイド」(2022年5月26日) [41]
- フジテレビ「Tune」(2023年9月21日)  - susume！をライブパフォーマンス
- 日本テレビ「ものまねグランプリ」(2023年10月24日) - moeが出演
- フジテレビ「Tune」(2023年10月26日) - ソライロスマイルをライブパフォーマンス
- フジテレビ「Tune」(2024年6月28日) - キミって不思議をライブパフォーマンス

### ラジオ
- 渋谷クロスFM「トミドコロのノゾキドコロ!」(2020年11月4日 - 2022年2月2日[42]) - メンバーが交替でアシスタントMCを務める[43]。
- 調布FM「PATI PATI CANDY...☆のアイドルパチパチ教育委員会」 (2021年4月3日 - 2024年3月29日) [9]

## CM

### テレビ
- 豊和銀行フリーローン (moe) [24]
- 広島八丁堀お化け屋敷「棘の首飾り」MVモデル (ひまわり)[44]

## 受賞歴
- IDOL COLOSSEUM vol.1 全国優勝[45]
- NEXT IDOL GRANDPRIX 2024 up-t賞 グランプリ[46]